# Tail Star
Tail Star (テイルスター?) è un manga scritto e disegnato da Okama pubblicato su Ultra Jump della Shūeisha dal 18 febbraio 2012 al 19 giugno 2014 e raccolto in un totale di 4 volumi. In Italia è inedito. 

## Trama
Su un pianeta lontano nell'universo e simile alla Terra, due regine, dell'oscurità e della Luce, si sono combattute l'una per controllare il pianeta, l'altra per difenderlo. La Regina della Luce tuttavia fu sconfitta e quella dell'oscurità ridusse in schiavitù l'umanità servendosi dei suoi guerrieri, le Stelle Cadenti. L'unica nazione a uscirne indenne fu Ageha, in possesso dei Tail Hunter, esseri umani in grado di sconfiggere le stelle cadenti, esseri identici agli esseri umani ma con una coda radicata nella nuca che fornisce loro superpoteri. 
Tuttavia ad un certo punto ad Ageha compare la nuova Regina della Luce e la Regina dell'Oscurità, per sradicare il pericolo, decide di distruggere l'isola. Si salva solo un gruppo di persone tra cui Sanagi, un giovanissimo Tail Hunter che per difendere la sua gente ha già ucciso una Stella cadente. Assieme a Mayu, la sua amica d'infanzia e nuova regina della Luce, e un gruppo di Ageha tra cui un Tail Hunter supremo, cercherà di sconfiggere la Regina dell'Oscurità.

## Personaggi
- Sanagi (さなぎ): un giovane sopravvissuto di Ageha, divenuto a tutti gli effetti un Tail Hunter dopo aver ucciso una Stella Cadente.
- Mayu (まゆ): la giovane reincarnazione della Regina della Luce, amica di Sanagi.
- Yakutake Yaeha (やくたけ  ゆえは)
- Rob (ろぶ): l'insegnante di Sanagi, muore quando una Stella Cadente attacca il loro villaggio.
- Capo dei Tail Hunter
- Anziana Saggia
- Regina dell'Oscurità (闇 の 女王): l'antagonista del manga.

## Volumi
| Nº | Titolo italiano | Data di prima pubblicazione | Data di prima pubblicazione |
| Nº | Titolo italiano | Giapponese                  |                             |
| 1  | TAIL STAR 1     | 19 settembre 2013           |                             |
| 2  | TAIL STAR 2     | 1 dicembre 2013             |                             |
| 3  | TAIL STAR 3     | 18 maggio 2014              |                             |
| 4  | TAIL STAR 4     | 2014                        |                             |